# West Side Story (film, 2021)
West Side Story je americký filmový muzikál z roku 2021; film režíroval a produkoval Steven Spielberg, scénář napsal Tony Kushner a choreografii vytvořil Justin Peck. Příběh filmu vychází ze stejnojmenného broadwayského muzikálu autorů Arthura Laurentse, Leonarda Bernsteina a Stephena Sondheima, přičemž příběh muzikálu je volnou adaptací Romea a Julie Williama Shakespeara. Scénář filmu by měl být věrnější muzikálové předloze než stejnojmenný film z roku 1961, který režírovali Robert Wise a Jerome Robbins.
Hlavní role Tonyho a Marii ztvárnili Ansel Elgort a Rachel Zegler, v dalších rolích se objevili Ariana DeBose, David Alvarez, Mike Faist, Corey Stoll a Brian d'Arcy James. Jednu z menších rolí ztvárnila Rita Moreno, která ve filmu z roku 1961 ztvárnila roli Anity.

## Obsazení
| Ansel Elgort       | Tony            |
| Rachel Zegler      | Maria           |
| Ariana DeBose      | Anita           |
| David Alvarez      | Bernardo        |
| Mike Faist         | Riff            |
| Corey Stoll        | poručík Schrank |
| Brian d'Arcy James | seržant Krupke  |
| Rita Moreno        | Valentina       |
| Curtiss Cook       | Abe             |

### Tryskáči
| Kevin Csolak        | Diesel     |
| Ezra Menas          | Anybodys   |
| Ben Cook            | Mouthpiece |
| Sean Harrison Jones | Action     |
| Patrick Higgins     | Baby John  |
| Paloma Garcia-Lee   | Graziella  |
| Maddie Ziegler      | Velma      |

### Žraloci
| Josh Andrés Rivera   | Chino   |
| Ana Isabelle         | Rosalia |
| Julius Anthony Rubio | Quique  |
| Ricardo Zayas        | Chago   |
| Sebastian Serra      | Braulio |
| Carlos Sánchez Falú  | Pipo    |

## Vznik filmu
Steven Spielberg v roce 2014 prohlásil, že by rád natočil remake filmu West Side Story. Studio 20th Century Studios k filmu proto zakoupilo práva a Spielberg ke spolupráci oslovil svého dvorního scenáristu Tonyho Kushnera.
Natáčení probíhalo od července do září 2019 v New Yorku a New Jersey. Původní Bernsteinovu hudbu pro film adaptoval a zaranžoval skladatel David Newman. Hudbu nahrál orchestr Los Angeles Philharmonic pod vedením Gustavo Dudamela, Jeanine Tesori sloužila jako hlasová poradkyně.
Film v produkci Amblin Entertainment měl být ve Spojených státech původně vydán společností 20th Century Studios v prosinci 2020. Jeho premiéra byla ale kvůli pandemii pandemii covidu-19 o rok posunuta, na 10. prosince 2021.